# 假茜砧草
假茜砧草（学名：Galium boreale var. pseudorubioides）为茜草科拉拉藤属下的一个变种。

## 扩展阅读
- 維基物種上的相關：假茜砧草